# Рехау
Рехау (њем. Rehau) град је у њемачкој савезној држави Баварска. Једно је од 27 општинских средишта округа Хоф. Према процјени из 2010. у граду је живјело 9.631 становника. Посједује регионалну шифру (AGS) 9475162.

## Географски и демографски подаци
Рехау се налази у савезној држави Баварска у округу Хоф. Град се налази на надморској висини од 528 метара. Површина општине износи 80,3 km². У самом граду је, према процјени из 2010. године, живјело 9.631 становника. Просјечна густина становништва износи 120 становника/km².

## Међународна сарадња
| Мјесто         | Држава               | Врста сарадње | Од    |
| -------------- | -------------------- | ------------- | ----- |
| Нортамптон     | Уједињено Краљевство | контакт       | 2000. |
| Бургоан Жалије | Француска            | партнерство   | 1963. |
|                | Чешка                | контакт       | 2000. |
| Извор          |                      |               |       |